# رجفان أذيني
الرجفان الأذيني (بالإنجليزية: Atrial fibrillation) هو أحد اضطرابات النظم، وهو ناجم عن تشكل وانتقال عشوائي للشارة الناقلة في حجرتي الأذينين في القلب، مما يؤدي إلى انقباضات عشوائية وغير منتظمة لخلايا الأذينين، ذلك يخل بالوظيفة الانقباضية للأذين، فيظهر ذلك على جدار الأذينين الذين «يرجفان» مكانهما بدل أن ينقبضا معاً بشكل منتظم. أما انقباض البطينين فيكون غير منتظم. والخطر من هذه الحالة في تسارع القلب الشديد، وفي نشأة تخثرات دموية في الأذين الأيسر والتي قد تكون السبب في حصول سكتة دماغية أو مضاعفات تجلطية أخرى.

## نشأة الرجفان الأذيني

توضيح المسير العشوائي للشارة الناقلة في الأذينين وكيف تقوم العقدة الأذينية البطينية بنقل بعض هذه الشارات للبطينين بشكل غير منتظم.

ينشأ الرجفان الأذيني عن اضطراب يصيب الشارة الناقلة في الأذينين والتي تفقد انتظامها كلياً، فتصير شارة عشوائية تمثل انقباضاً عشوائيا لعضلات الأذينين.
هذه الشارة العشوائية في الأذينين تصل بشكل غير منتظم إلى العقدة الأذينية البطينية، والتي تقوم بنقلها بحسب حالتها الناقلة، وبشكل عشوائي أيضاً. الأمر الذي يؤدي إلى عدم انتظام دقات القلب، ويظهر ذلك بعدم انتظام النبض، وعدم انتظام في مخطط القلب الكهربائي، حيث يظهر معقد QRS على فترات متفاوتة وبدون أي تردد معين. تكون سرعة البطين في هذه الحالة معتمدة على سرعة النقل للعقدة الأذينية البطينية، في بعض الحالات الخاصة قد تصل سرعة البطين إلى 180 /دقيقة. يؤدي هذا النقل المتسارع إلى حالة التسارع الأذيني، كما أنه في بعض الحالات يكون نقل العقدة بطيئاً مما يؤدي إلى تباطؤ القلب. كلتا الحالتين يجمعهما عدم انتظام في الانقباض لعضلة القلب، وبالتالي عدم انتظام النبض.

## الانتشار الوبائي
يعتبر الرجفان الأذيني من أكثر اضطرابات نظم القلب انتشاراً، حيث يقدر عدد المرضى في الولايات المتحدة الأمريكية ب 2.2 مليون وفي أوروبا ب 4.5 مليون مريض. وتزداد نسبة المرضى بالرجفان الأذيني كلما تقدم العمر، فبينما تكون النسبة في الذين تقل أعمارهم عن 55 سنة تساوي 0.1%، تصل النسبة إلى 9.0% لمن هم فوق 80 عاماً.

## أعراض
غالباً ماتعود أعراض الرجفان القلبي إلى تسرّع القلب غير الملائم، مثل تسرّع في لحظات الراحة الجسمانية والعقلية، أو تسرّع مبالغ فيه أثناء تحركات لا تتطلب نبضاً عالياً. ومن أعراض الرجفان الأذيني:
- خفقان بسبب عدم انتظام النظم وتسارعه غير المبرر، مثل تسارع النبض في فترة الراحة.
- ضعف في المُرُوّة وعدم تحمل للتمارين والأعباء الجسمانية، وذلك أيضاً بسبب تسرع القلب أثناء الحركة.
- ذبحة صدرية إذا ما وصل التسرّع درجات يصير فيها عمل القلب غير اقتصادي وبالتالي يحصل نقص وظيفي في تروية القلب.
- اضطراب داخلي: يشعر عدد من المرضى باضطراب داخلي لايعرفون له سبباً، برغم عدم وجود أي مؤثرات عصبية أو نفسية يشعر بها المريض، ويعود ذلك إلى عدم انتظام دقات القلب.
- سكتة دماغية أو نوبة إقفارية عابرة وكلتا الحالتين ناجمتان عن تخثرات دموية في الأذين غير المنقبض وظيفياً، ومن ثم انتقال هذه الخثرات إلى البطين حين يتم ضخها مع الدم خلال الشرايين ومنها ما يصل إلى شرايين الدماغ ويسبب احتشاءها وبالتالي السكتة، أو الإقفار المؤقت.
- صدفة: في كثير من الحالات لايشكو المريض من أي عرض، ويكون اكتشاف المرض بمحض الصدفة أثناء إجراء فحص روتيني، أو أثناء رسم مخطط قلب كهربائي لغايات أخرى، مثل مراقبة المرضى أثناء العمليات الجراحية، أو التحضير لمثل تلك العمليات.

## تشخيص

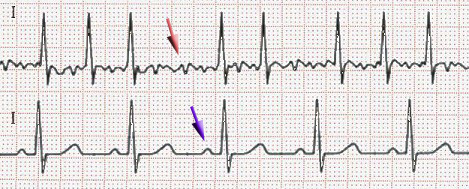
صورة توضح الفرق بين الرجفان الأذيني (في الأعلى)، والنظم الجيبي الطبيعي.

يتم تشخيص الرجفان الأذيني من خلال عمل مخطط قلب كهربائي حيث لا تظهر موجة P قبل مركب QRS، وحيث يظهر عدم الانتظام في مركبات QRS والذي يشير إلى عدم انتظام دقات القلب.
هناك حالات لا يكون فيها الرجفان الأذيني دائماً، أي أنه يأتي بشكل نوبات وثم يعاود النظم الجيبي للظهور، في هذه الحالة لابد من رسم مستمر لمخطط قلب كهربائي لمدة طويلة، هنا يمكن عمل مايسمى بفحص هولتر والذي عبارة عن مخطط قلب كهربائي ثلاثي القنوات على مدى 24 ساعة، وعند تحليل هذا المخطط يمكن قياس تذبذب المسافة بين مركبات QRS المتتالية، هذا يدل على عدم الانتظام في دقات القلب، ويشير إلى الرجفان الأذيني، هذا بالإضافة إلى تحليل شكل مخطط القلب الكهربائي وملاحظة غياب موجة P ولو على مدى ساعات قليلة من اليوم.
بعد تشخيص الرجفان الأذيني يمكن إجراء فحص تخطيط فوق صوتي للقلب لمعرفة حجم الأذينين، إذ أن الرجفان الأذيني المستمر لفترة طويلة يعمل على توسعة الأذينين، ويقلل فرص نجاح استعادة النظم الجيبي سواءً دوائياً أم كهربائياً. وهكذا يمكن القول أن توسع الأذينين علامة على طول مدة الرجفان الأذيني.
لفحص استجابة سرعة القلب عند مرضى الرجفان الأذيني يمكن إجراء فحص جهد للمريض، حيث يتم تقييم سرعة القلب أثناء الجهد، وما إذا كانت استجابة سرعة النبض ملائمة للجهد المبذول أم أنها مبالِغة بحيث تكون الزيادة في سرعة القلب أكثر بكثير من المتوقع عند جهد ما مما يؤدي إلى الإجهاد السريع.

## تصنيف الرجفان الأذيني
حسب التوصيات الأمريكية الأوروبية المشتركة يقسم الرجفان الأذيني من ناحية سريرية إلى:
- حديث: وهو الرجفان الأذيني الذي يشخص للمرة الأولى، ويمكن تسجيل أعراضه أو عدم وجود أعراض له. وفي لحظة اكتشافه لأول مرة يمكن تقسيمه إلى:
  - متكرر: وهو الذي يأتي كنوبات تنتهي وحدها وتدوم أقل من سبعة أيام، أو
  - مستمر: وهو الرجفان المستمر لأكثر من سبعة أيام، ويمكن محاولة إنهاؤه إما بالأدوية أو بجهاز مزيل الرجفان، وسواء تم إنهاؤه علاجياً، أم لا فهو يلقب بالمستمر، وذلك لأنه لم ينته وحده.
- دائم: وهو الرجفان الأذيني الدائم، سواءً تمت محاولة علاجه وفشلت، أم تقرر الاستغناء عن محاولة العلاج، أم أنه كان متكرراً وتحول إلى مستمرٍ فدائم. ويلقب هذا الرجفان أيضاً بالمزمن.

ملاحظة:إذا استمرت النوبة أقل من 30 ثانية فانها لا تراعى ضمن هذا التصنيف.
تصنيف من نوع اخر:
يمكن تصنيف الرجفان الأذيني من الناحية السببية إلى الأقسام التالية، وهذا التقسيم له دور في تقدير مآل المرض وفرص تطوره، فهناك:
- اضطراب أذيني يتبع حالة مرضية (فيكون علامة لهذا المرض) قد تكون هي السبب في الاضطراب، مثل : مرض شريان القلب التاجي، عملية جراحية للقلب، التهاب الغشاء التاموري، التهاب عضلة القلب، زيادة إفراز الغدة الدرقية، انصمام رئوي، التهاب رئة، ارتفاع ضغط الدم، توسع الأذينين، سمنة.
- اضطراب أذيني يصيب من هم دون 60 سنة، ودون وجود أي مسبب معروف (مثل مشاكل في جهاز الدوران أو في التروية أو في دسامات القلب... الخ). هذه الحالة تعتبر خاصة إذ أنه من ناحية علاجية لايوجد سبب لعلاج المرضى تحت سن 60 عاماً بالأدوية مانعة التخثر.[4]
- اضطراب أذيني من غير وجود عيوب في صمامات القلب (مثل العيوب الروماتزمية أو صمام القلب الصناعي أو عملية جراحية على صمام القلب).

## مضاعفات
هناك نوعان من المضاعفات للرجفان الأذيني، مضاعفات نظمية ومضاعفات احتشائية.

## مضاعفات نظمية
عادة ماتكون المضاعفات النظمية ناجمة عن تسارع القلب غير المبرر، والتي قد تؤدي إلى هبوط الضغط وحصول أزمة حادة، هذه المضاعفات - رغم خطورتها في بعض الأحيان - إلا أنها بشكل عام سهلة العلاج، ولا تترك آثاراً طويلة الأمد، فهي تشكل في معظم الأحيان مشكلة حادة ولكنها غير مزمنة، يمكن علاجها بالأدوية المنظمة أو في الحالات الحرجة بتقويم النظم باستخدام مزيل الرجفان إذا ما دعت الحاجة لذلك.
من النادر أن ينتقل الرجفان الأذيني إلى البطين ليسبب رجفان بطيني وذلك في حالات خاصة تتمثل بوجود حزم ناقلة إضافية غير طبيعية ذات خاصية نقل سريع، وهذه الحالات هي استثنائية، بينما يكون نقل الشارة القابضة في العادة عبر العقدة الأذينية البطينية والتي تقي من انتقال الرجفان إلى البطين.

## مضاعفات احتشائية
هذا النوع الأهم من مضاعفات الرجفان الأذيني والناجمة عن تكون خثرات دموية في الأذين الأيسر بسبب عدم انقباضه، وبالتالي بطء حركة الدم فيه مما يساعد على نشوء خثرات فيه، هذه الخثرات تنتقل في لحظة ما (مثلاً عند السعال، أو العطس أو الحركة) إلى البطين الأيسر ومن ثم يتم دفعها مع الدم في الدورة الدموية الكبرى، هذا يسبب بانسدادات للشريانات الصغيرة في مختلف الأعضاء أي احتشاءات، معظم الاعضاء في الجسم تتحمل هذه الاحتشاءات، ولكن إذا أُصيب الدماغ بهذه الأحتشاءات تحصل سكتة دماغية، وهي التي تعد أحد أخطر مضاعفات الرجفان الأذيني، إذ أن السكتة قد تؤدي للوفاة، كما أنها تسبب شللاً وإعاقة قد تكون مستديمة. إذا حالف المريض الحظ، فإن الشلل يكون مؤقتاً بشكل نوبة إقفارية عابرة. كما أن هناك مضاعفات احتشائية أخرى مثل احتشاء عضل القلب.
نسبة حدوث السكتة الدماغية عند المصابين بالرجفان الأذيني تبلغ 5% في السنة، وإذا تم إضافة النوبة الإقفارية العابرة والسكتات الصامتة (التي تظهر على فحص الدماغ الطبقي) فإن النسبة تصل إلى 7% في كل عام. وبشكل عام يزيد خطر الإصابة بالسكتة الدماغية مع تقدم العمر للمصابين بالرجفان الأذيني، فهي تصل إلى 23.5% لمن عمرهم ما بين 80 و 89 عاماً.

## العلاج
بعد تشخيص الرجفان الأذيني لابد من تحديد أهداف العلاج والتي تتمثل في:
- السيطرة العلاجية على الأعراض الحادة - إن وجدت.
- علاج النظم بعملية تقويم النظم أو الاكتفاء بتحديد سرعة القلب.
- علاج الأسباب الكامنة وراء الرجفان الأذيني - إن وجدت - وعلاج الأحوال المرافقة مثل فرط ضغط الدم أو فرط الكولسترول في الدم... الخ.
- الوقاية من المضاعفات الاحتشائية.
- مضاعفات نظمية أخرى.

## علاج الأعراض الحادة
الأعراض الحادة - إن وجدت - تكون في الغالب ناجمة عن تسرع قلبي. يتم علاج هذه الحالات بالأدوية المؤثرة على نظم القلب مثل حاصرات بيتا أو محصرات قنوات الكالسيوم (ولكن ليس كلاهما معاً) أو مركبات الديجيتاليس. إذا لم يتم تثبيط سرعة القلب بهذه الأدوية، وكانت سرعة القلب عالية بحيث يؤثر ذلك على ضغط الدم ويسبب هبوطاً حاداً لضغط الدم فإنه يمكن الاستعانة بجهاز مزيل الرجفان لتقويم النظم.

## علاج النظم
من ناحية نظمية فإن تحديد صنف الرجفان الأذيني يلعب دوراً في قرار ما إذا سيتم قبول الرجفان الأذيني أم محاولة تقويم النظم لاستعادة النظم الجيبي. ويعتمد القرار على حجم الأذينين والمدة التي يتوقع أن المريض قضاها مع الرجفان الأذيني، ففي حالات الرجفان الجديدة وفي حالة كون الأذينين غير متوسعين بشكل كبير، يمكن محاولة تقويم النظم، إذ أن فرص النجاح تكون عالية، أما في الحالات التي لا تكون فرص النجاح باستعادة النظم الجيبي عالية، فإن العلاج يتركز على الحصول على سرعات قلبية مقبولة في الراحة وأثناء الجهد.

### تقويم النظم
تقويم النظم يعني محاولة استرجاع النظم الجيبي إما باستخدام دواء يعمل على تقويم النظم مثل دوفيتيلايد، بروبافينون أو فليكاينيد أو عن طريق تقويم النظم الكهربائي، وذلك باستخدام جهاز مزيل الرجفان.
قبل القيام بتقويم النظم لابد التأكد أن عملية التقويم لن تتسبب في سكتة دماغية للمريض، تجعل الضرر الناتج أكبر بكثير من الفائدة المرجوة من تقويم النظم، هنا لابد من مراعاة التوصيات العامة
، والمتعلقة بتفادي الحيطة لمنع انتقال التجلطات من الأذين الأيسر - وبخاصة الزائدة الأذينية للأذين الأيسر، والتي عادة ماتتشكل فيها الخثرات - إلى باقي الجسم، وبالذات للدماغ. ملخص هذه التوصيات هو:
- المرضى الذين يعانون من الرجفان الأذيني لمدة تزيد عن 48 ساعة، أو أولئك الذين لا يُعرف عمر الرجفان الأذيني عندهم على وجه التأكيد، لابد من علاجهم مضادات التخثر لمدة تزيد عن 3 أسابيع قبل و 4 أسابيع بعد إجراء تقويم النظم بنوعيه سواءً الدوائي أو الكهربائي، وذلك بشكل فعال (INR من 2.0 إلى 3.0).
- المرضى الذين يعانون من الرجفان الأذيني لمدة تزيد عن 48 ساعة أو لمدة غير معروفة، والذين هم بحاجة لتقويم سريع للنظم بسبب عدم استقرار حالتهم الطبية، لابد من استخدام الهيبارين بشكل فعال عند إجراء التقويم النظمي، بعد ذلك لابد من معالجتهم بمضاد تخثر لمدة 4 أسابيع تلي العملية.
- في الحالات التي يكون المريض فيها مخطر بسبب الرجفان الأذيني لايجوز انتظار فعالية الهيبارين بل يتم تقويم النظم فوراً.
- في الحالات التي يكون فيها الرجفان الأذيني قد بدأ منذ أقل من 48 ساعة بشكل مؤكد، يمكن إجراء عملية تقويم النظم، استخدام مضاد التخثر تعتمد على العوامل والظروف المرافقة والمتعلقة باحتمالية إصابة المريض بسكتة دماغية، ويمكن الاستغناء مضاد التخثر في المرضى ذوي احتمالية ضئيلة.
- في حالات الرجفان الأذيني لمدة تزيد على 48 ساعة أو لمدة غير معروفة، يمكن إجراء فحص تخطيط صدى القلب عبر المريء فإذا ما:
  - اكتشف خُلوّ الأذين الأيسر والزائدة الأذينية للأذين من الخثرات، فيمكن إجراء تقويم النظم وإتباعه بمضاد تخثر لمدة 4 أسابيع.
  - اكتشف وجود خثرة في الأذين الأيسر أو في زائدته الأذينية، فلابد من المعالجة بمضاد تخثر لمدة 3 أسابيع قبل و4 أسابيع بعد التقويم.

### تحديد سرعة القلب[2]
في حالة الاستغناء عن تقويم النظم، أو إذا مالم يكن بالإمكان استعادة النظم الجيبي واستمرّ الرجفان القلبي، فلا بد من تحديد سرعة انتقال الشارة الناقلة من الأذينين إلى البطينين وذلك دوائياً. مبدأ التدخل الدوائي هو في تبطيء انتقال الشارة الناقلة من الأذينين إلى البطينين عن طريق تثبيط سرعة العقدة الأذينية البطينية في نقل الشارات الواصلة إليها، وتطويل فترة الراحة التي تصيبها ما بين الشارات.
من الأدوية المستخدمة والناجحة في السيطرة على سرعة البطينين وبالتالي على سرعة القلب:
- حاصرات بيتا.
- محصرات قنوات الكالسيوم من نوع غير ثنائي الهيدروجين.
- ديجيتاليس مثل ديجوكسين وديجيتوكسين.
- أميودارون.

تحذير:لا يجوز استخدام محصرات قنوات الكالسيوم غير ثنائي الهيدروجين مع حاصرات بيتا في نفس الوقت، يمكن استخدام مركبات ديجيتاليس مع محصرات قنوات الكالسيوم أو مع حاصرات بيتا!
الهدف العلاجي لابد أن يكون التقليل من التسرعات القلبية سواءً في أوقات الراحة، أو التسرعات المبالغ فيها أثناء الجهد. هنا يتم تسجيل مخطط قلب كهربائي على مدى 24 ساعة (فحص هولتر)، لقياس سرعة القلب أثناء الفعاليات النهارية للمريض، ويتم إجراء فحص الجهد لاختبار مدى زيادة سرعة القلب أثناء الجهد أيضاً.

## علاج الأسباب الكامنة
في كثير من الحالات فإن الرجفان الأذيني يكون عرضاً لمرض آخر، من الأسباب التي يمكن أن تقود إلى الرجفان الأذيني:
- فرط ضغط الدم.
- داء قلبي إكليلي.
- فرط الدرقية.
- الإسراف في تناول المشروبات الكحولية.
- التهاب عضل القلب.
- انصمام رئوي.
- الفترة المعقبة عمليات القلب، وفي الغالب يكون الرجفان بشكل مؤقت.

لذا حين تشخيص الرجفان الأذيني، من المفيد أخذ هذه الأسباب بعين الاعتبار، إذ أن علاجها قد يُنهي الرجفان الأذيني، أو قد يكون الرجفان الأذيني الدليل لاكتشافها.

## الوقاية من المضاعفات الاحتشائية
تشكل المضاعفات الاحتشائية أحد أهم التحديات التي تواجه المريض المصاب بالرجفان الأذيني، إذ أن الإصابة بسكتة دماغية لها أثر كبير على مستقبل المريض، وتشكل في كثير من الحالات إعاقات دائمة للمرضى تؤثر بشكل جدي على جودة حياة المريض وسعادته. ويسبب الرجفان الأذيني زيادة ملحوظة في نسبة الإصابة بالسكتة القلبية أو مقدمتها أي النوبة الإقفارية العابرة والتي عادةً ماتسبق السكتات الدائمة.
من هنا كانت الوقاية من المضاعفات الاحتشائية لمرضى الرجفان الأذيني، من الأولويات الأساسية في علاج هؤلاء المرضى. تتم الوقاية بمنع تكون الخثر الدموية في الأذينين عن طريق إعطاء مضادات التخثر، هذه المضادات تقلل من خطر الإصابة بالسكتة الدماغية عند مرضى الرجفان الأذيني إلى المستويات العادية والتي تلاحظ عند غيرهم من المرضى.
لذا فإن التوصيات العامة تنصح بوصف مضاد تخثر لمريض الرجفان الأذيني، وفي حالات إجراء العمليات التي تتطلب توقيف مضاد التخثر لمدة أطول من أسبوع، فلابد من استخدام إبر الهيبارين في هذه الفترة لمنع حصول مضاعفات احتشائية خلال هذه الفترة. وتستثني التوصيات مرضى الرجفان الأذيني الذين تقل أعمارهم عن 60 عاماً، والذين يكون الرجفان الأذيني وحيداً، بمعنى أنهم لايحملون أي مخاطر أو أمراض دورية أخرى كفرط ضغط الدم، المرضى الذين يحققون هذه الشروط لايجب وصف مضاد تخثر لهم.

## وصلات خارجية
- التوصيات الدولية المشتركة للرجفان الأذيني (نشرت بمجلة Circulation) الصادرة عن جمعية القلب الأمريكية لعام 2006. (بالإنجليزية)
- البوابة الطبية وأمراض القلب.